# 彦根インターチェンジ

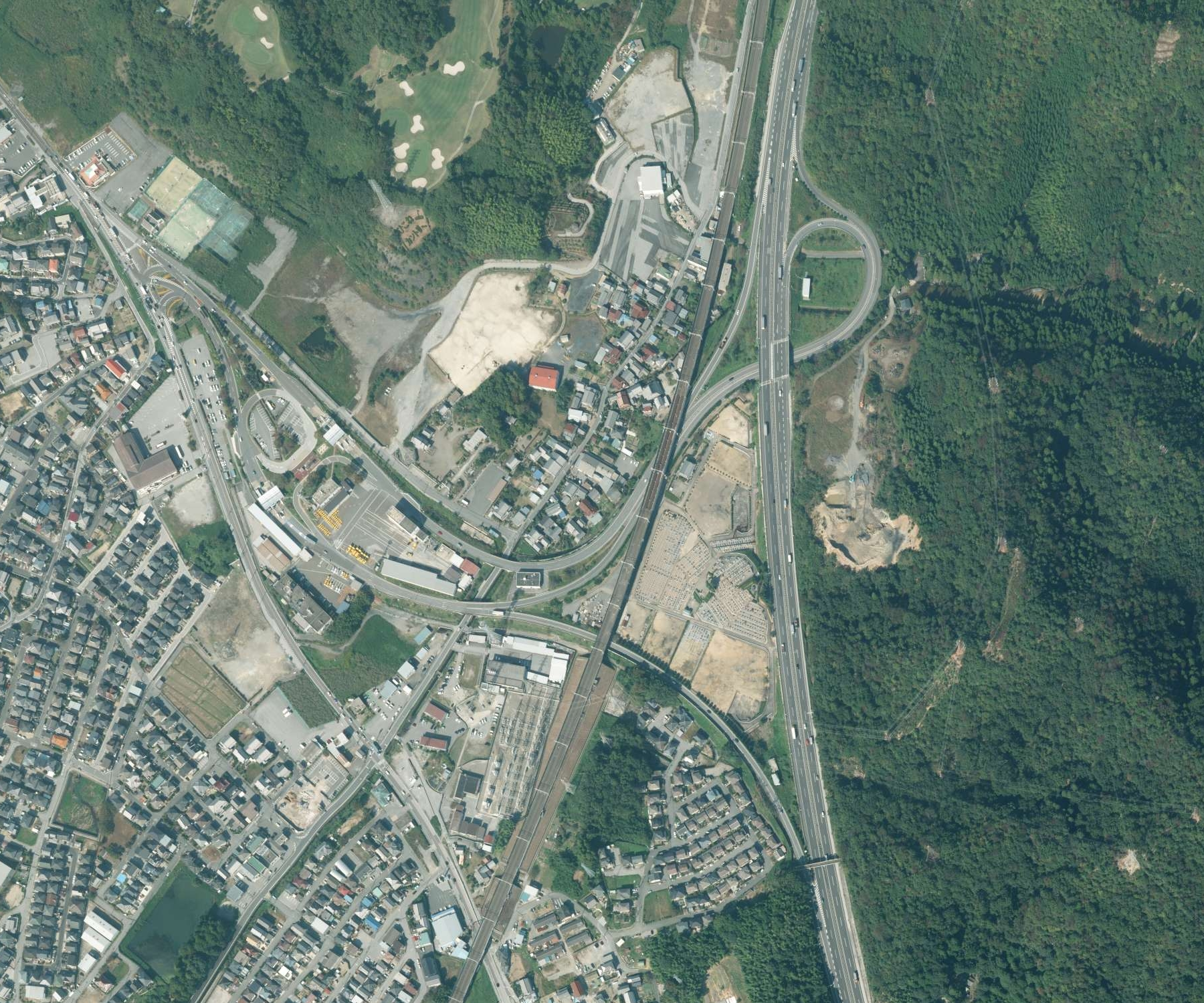
2011年撮影の航空写真。。

彦根インターチェンジ（ひこねインターチェンジ）は、滋賀県彦根市原町にある名神高速道路のインターチェンジである。

## 構造
形状はトランペット型で、ランプが東海道新幹線と交差する。
中日本高速道路名古屋支社彦根保全・サービスセンターが併設されている。

## 歴史
はじめは彦根市北東部にある鳥居本町で国道8号と接続する予定だったが、市南東部の原地区に都市計画道路が作られることになったため現在の位置に変更した。変更前の方が予算を抑えられるが、需要予測では大部分が大阪方面に指向すると見込まれ、現在の位置に建設する変更が受け入れられた。
サービスエリアを併設することも考えられたが、本線を通過する利用客に不便で、さらに上下線共用により料金収受でも問題が起きると考えられたため、5 km移動した多賀に設置された（多賀サービスエリア）。
1961年（昭和36年）11月5日に彦根インターチェンジの工事現場内で滋賀県内の総合起工式が行われた。東海道新幹線と同時に施工したため、構造・施工・美観などの問題を国鉄と検討を重ねた。
開通当時の一般道路（国道306号）との接続部は交通島を多用する導流を施すのが近代的交通技術であると考えられ、一般道路に右折専用車線を設けるための中央分離帯を置き、そのほかの部分にも三角形の安全島を配した（同様の一般道路との接続は大垣ICや関ヶ原ICでも見られた）。
1964年（昭和39年）4月12日に供用開始。同時に彦根バスストップ（名神彦根）も併設されたが、2002年（平成14年）6月1日に名神ハイウェイバス急行便の廃止に伴い、バス停も廃止となる。
2024年（令和6年）12月22日に彦根インターチェンジから彦根お城トンネルを経由して古沢町交差点に至る滋賀県道528号彦根環状線（都市計画道路原松原線）が開通した。この工事に伴い、彦根インターチェンジの一般道路との接続部にあたる原町交差点は交差点改良工事が行われた。

## 道路
- E1 名神高速道路（28番）

## 接続道路
- 国道306号
- 滋賀県道528号彦根環状線

## 料金所

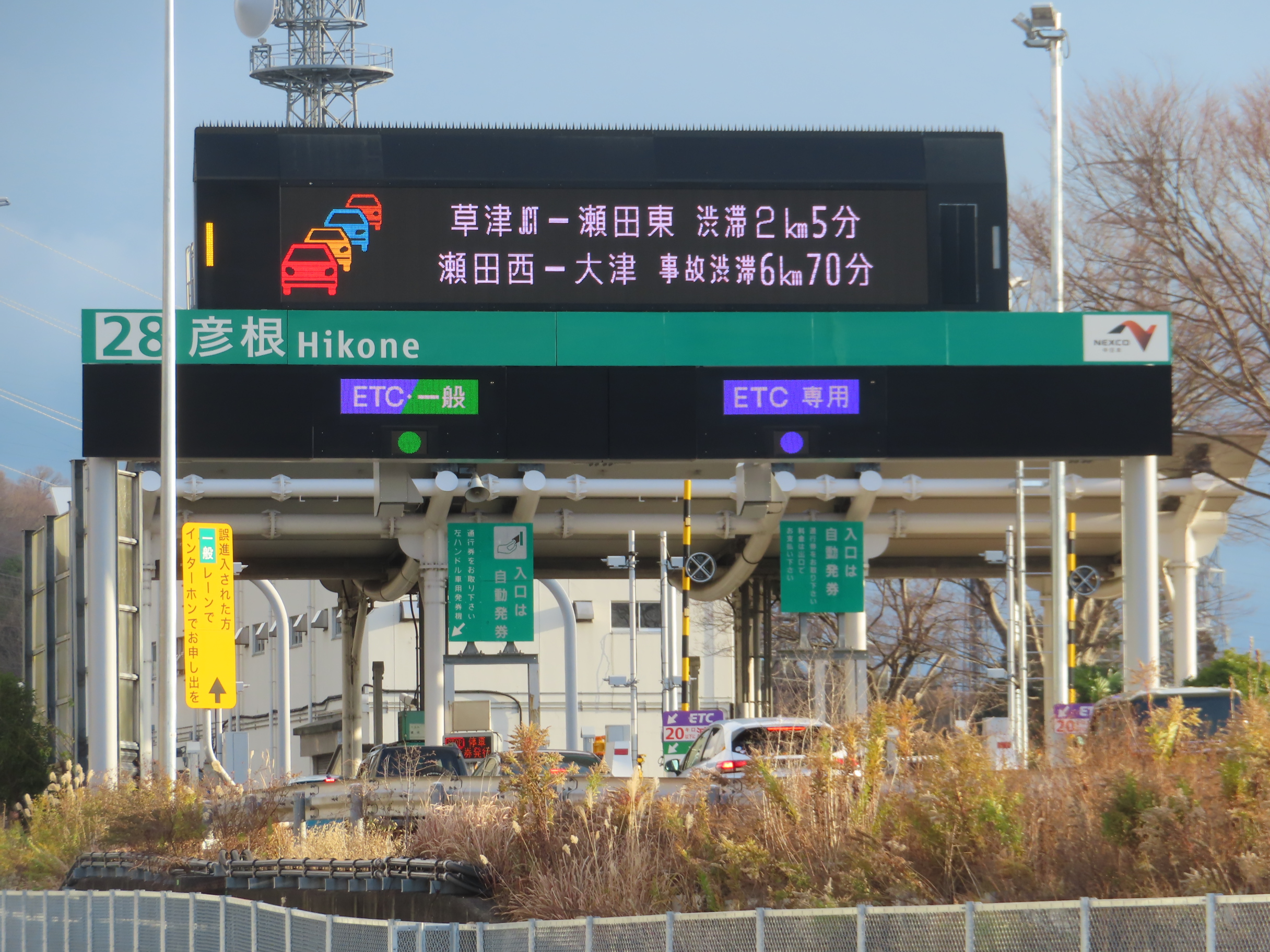
入口料金所

- ブース数：5

### 入口
- ブース数：2
  - ETC専用：1
  - ETC•一般：1

### 出口
- ブース数：3
  - ETC専用：2
  - 一般：1

## 周辺
- 彦根城
- 多賀大社
- 旧中山道
- 国道8号

## 隣
E1 名神高速道路
(27) 関ヶ原IC - 伊吹PA - (27-1) 米原JCT - (28) 彦根IC - (28-1) 多賀SA/スマートIC - (28-2) 湖東三山PA/スマートIC - (29) 八日市IC